# Майкл Ґлатц
Майкл Ґлатц (англ. Michael Glatze; нар. 1975, Олімпія, штат Вашингтон, США) — американський журналіст, пастор, колишній гей, у минулому ЛГБТ-активіст, засновник і екс-редактор часопису для квір-молоді «Young Gay America». Його заяви про зміну орієнтації та засудження гомосексуальності отримали широке висвітлення в ЗМІ.

## Життєпис
Майкл Ґлатц народився 1975 року в Олімпії, штат Вашингтон, США. Його мати була неконфесійної християнкою, батько — агностиком. Коли Майклу було 13 років, батько помер від серцевого нападу. Після смерті батька, у віці 13 років, Майкл Ґлатц вирішив, що він гей. Мати померла від раку молочної залози коли Ґлатцу було 19 років. У 20 років Майкл Ґлатц публічно оголосив, що він гей. Пізніше Ґлатц отримав ступінь бакалавра у Дартмутського коледжу.
У 1995 році працював у Сан-Франциско в часописі «XY Magazine». Тут він знайомиться зі своїм бойфрендом Бенджі Нісімом, з яким мав відносини 10 років. У 2000 році Ґлатц видав книгу «XY Survival Guide». У 2001 році Ґлатц переїхав з Сан-Франциско в Галіфакс Канада та заснував з Бенджі Нісімом часопис «Young Gay America».
У 2005 році в Ґлатца почались проблеми з серцем. Він пройшов обстеження, яке виявило у нього анемію, яка викликана целіакією. Ґлатц полишає часопис та залишає на моніторі свого комп'ютера напис: 
| «Гомосексуальність — це смерть, я обираю життя»[8]. |
Після участі в медитативних практиках та гетеросексуальних дослідах Ґлатц почав усвідомлювати, що він зовсім не гей. Він навертається до християнства та повідомляє про зміну орієнтації на гетеросексуальну.
На початку 2007 році приєднався до Церкви Ісуса Христа Святих останніх днів, яку покинув в тому ж році.
Майкл Ґлатц в 2011 році вступив у Біблійний коледж, де знайомится зі своєю майбутньою дружиною Ребеккою Фуллер.
26 жовтня 2013 року Майкл Ґлатц та Ребекка Фуллер одружилися. Це викликало критику з боку геїв. Вейн Бесен, засновник та виконавчий директор «Truth Wins Out», активіст із захисту прав геїв, після одруження Ґлатц, на своєму сайті розмістив статтю, у якій ображав та висміював Ґлатц та його дружину Ребеку. У відповідь Майкл Ґлатц опублікував на «World Net Daily» звернення до всіх геїв, у якому запевнив, що після одруження його життя змінилося на краще і він щасливий.

| «Я впевнений, що гомосексуальність шкодить, це порок, відхилення, але в той же час від нього можна звільнитися та повністю зцілитися» |
Майкл Ґлатц служить пастором невеликої консервативної християнської церкви у містечку Йодер, штат Вайомінг.
У 2015 році на основі історії його життя було знято фільм «Мене звати Майкл» у якій головні ролі зіграли Джеймс Франко (Майкл Ґлатц), Закарі Квінто (Беннет Нісім) та Емма Робертс (Ребекка Фуллер).
Режисер Даніель Вільнер у 2017 році зняв короткометражний документальний фільм про Майкла Ґлатца «Майкл втрачений та знайдений».